# Pontus Engblom
Pontus Engblom (* 3. November 1991 in Sundsvall) ist ein schwedischer Fußballspieler. Der Stürmer spielte in seiner bisherigen Laufbahn in seinem Heimatland und in Norwegen.

## Werdegang

### Karrierestart in Schweden
Engblom entstammt der Jugend des IFK Sundsvall. Bereits als Jugendlicher lief er in der Spielzeit 2007 für die Erwachsenenmannschaft des Klubs in der viertklassigen Division 2 auf und erkämpfte sich im Saisonverlauf einen Stammplatz. Am Saisonende stieg er mit dem Klub in die fünftklassigen Division 3 ab, dort glänzte er jedoch als regelmäßiger Torschütze. Mit 26 Saisontoren in 21 vom Stürmer bestrittenen Partien – für den Verein aus Västernorrlands län reichte es als Tabellenvierter dennoch nicht zum direkten Wiederaufstieg – weckte er nach Saisonende im Herbst 2008 das Interesse höherklassiger Vereine an einer Verpflichtung.
Ende Oktober 2008 entschied sich Engblom zum Wechsel zum Traditionsverein AIK in die Allsvenskan. Nachdem er bei einigen Vorbereitungsspielen zur Erstliga-Spielzeit 2009 zum Einsatz gekommen war, stand er zunächst beim Zusammenarbeitsklub Väsby United im Kader. Schließlich debütierte er am 25. Mai 2009 für AIK als Einwechselspieler für Daniel Tjernström anlässlich einer 0:1-Niederlage gegen Gefle IF in der höchsten schwedischen Spielklasse. Damit war er der 500. Spieler, der für den Klub in der Allsvenskan seit Gründung der Liga 1924 aufgelaufen war. Nach einem weiteren Allsvenskan-Kurzeinsatz in der folgenden Woche kehrte er bis zur Sommerpause zu Väsby United zurück.
Nachdem Engblom aus regeltechnischen Gründen in der zweiten Saisonhälfte 2009 nicht mehr für Väsby United auflaufen konnte, verlieh AIK ihn im August an den Drittligisten Västerås SK. Dort lief er bis Ende September in vier Partien auf und erzielte dabei vier Tore. Anschließend kehrte er zu AIK zurück, um mit der Jugendmannschaft an der Meisterschaftsendrunde teilzunehmen, in der die Mannschaft aber im Viertelfinale ausschied.
Auch in der Vorbereitung zur Spielzeit 2010 lief Engblom wieder regelmäßig für AIK auf. Saß er beim Gewinn des Supercupen durch ein Tor von Antônio Flávio noch die komplette Spielzeit auf der Ersatzbank, kam er kurze Zeit später an der Seite von Miran Burgić, Martin Kayongo-Mutumba und Antônio Flávio zu seinen ersten Spieleinsätzen von Beginn an in der höchsten schwedischen Spielklasse. Schließlich verhalf er der Mannschaft von Trainer Mikael Stahre als Einwechselspieler in der ersten Runde des Svenska Cupen mit seinem ersten Pflichtspieltor für AIK zum 3:1-Endstand nach Verlängerung gegen Östers IF zum Weiterkommen im Wettbewerb, konnte sich aber nicht dauerhaft durchsetzen und spielte wieder zeitweise für den Kooperationspartner Väsby United. Nach der Sommerpause lief er für AIK im Europapokal auf. Konnte er in der Qualifikation zur UEFA Champions League 2010/11 gegen den Luxemburger Vertreter Jeunesse Esch als Torschütze noch zum Weiterkommen beitragen, verpasste er mit der Mannschaft gegen Rosenborg BK aus Norwegen den Einzug in die Play-off-Runde. Anschließend schwankte er unter dem mittlerweile verpflichteten Trainer Alex Miller zwischen Startformation und Ersatzbank. Im Oktober des Jahres kehrte er erneut kurzzeitig zu Västerås SK zurück. Im März des folgenden Jahres verlängerte er seinen Vertrag bei AIK vorzeitig bis 2013, wurde jedoch erneut ausgeliehen – dieses Mal an den Zweitligisten GIF Sundsvall. Dort etablierte er sich schnell als Stammspieler und bildete insbesondere mit Fredrik Holster ein torgefährliches Sturmduo. Mit 13 Saisontoren gehörte er letztlich zu den zehn erfolgreichsten Torschützen der Liga.
Nach seiner Rückkehr zu AIK zum Jahreswechsel gehörte Engblom weiterhin nicht zu den Stammspielern bei seinem Klub. Zwar erzielte er beim 1:0-Heimspielerfolg gegen IFK Göteborg sein erstes Ligator für den Verein, dennoch war er bis zum Sommer nur in sechs Spielen in der Allsvenskan im Einsatz. In der Folge zeigten mehrere Vereine Interesse an einer Verpflichtung.

### Wechsel ins Ausland
Mitte Juli 2012 verließ Engblom Schweden und wechselte zum norwegischen Klub FK Haugesund in die Tippeligaen. Anfangs noch Stammspieler kam er unter Trainer Jostein Grindhaug in seinen zweieinhalb Jahren für den Klub in der höchsten norwegischen Liga nur unregelmäßig zum Einsatz. Nach neun Startelfeinsätzen in der Spielzeit 2012 stand er in den folgenden zwei Jahren lediglich fünf Mal bei Spielbeginn auf dem Feld. Zum Erreichen des dritten Platzes und damit des Europapokals in der Spielzeit 2013 hatte er in zwölf Partien beigetragen, keines dieser Spiele aber über die komplette Spieldauer bestritten.
Anfang Februar 2015 wechselte Engblom innerhalb Norwegens zum Erstligaabsteiger Sandnes Ulf, bei dem der Angreifer einen Zwei-Jahres-Vertrag unterzeichnete.